# Felipe Augusto de Saint-Marq
Felipe Augusto de Saint-Marq (Taintignies, 1762 – Madrid, 1831) was een militair officier afkomstig uit de Oostenrijkse Nederlanden en was in dienst voor het Spaanse leger.

## Biografie
Op 14-jarige leeftijd ging Saint-Marq dienen in het Spaanse leger als lid van de Waalse Garde. Tegen de tijd dat de Spaanse Onafhankelijkheidsoorlog uitbrak was hij inmiddels opgeklommen tot kapitein. Tijdens de vrijheidsstrijd tegen de Fransen verdedigde hij de stad Valencia tegen de Franse maarschalk Moncey. Door deze overwinning verkreeg hij de positie van veldmaarschalk. Ook Saint-Marq een groot aandeel in het succesvol afslaan van het Beleg van Zaragoza. Toen later de stad alsnog werd veroverd werd hij als gevangene naar Nancy gebracht. Na de restauratie van Ferdinand VII van Spanje keerde ook Saint-Marq weer terug naar Spanje. In 1831 overleed Saint-Marq aan cholera.